# تام کین (هنرپیشه)
تام کین (انگلیسی: Tom Keene؛ ۳۰ دسامبر ۱۸۹۶ – ۴ اوت ۱۹۶۳) یک هنرپیشه اهل ایالات متحده آمریکا بود.
از فیلم‌ها یا برنامه‌های تلویزیونی که وی در آن نقش داشته است می‌توان به طرح شماره ۹ بیرون از فضا، در خط آتش و خون در ماه اشاره کرد.